# Luca Brecel
Luca Brecel, belgijski igralec snookerja, * 8. marec 1995, Dilsen-Stokkem, Limburg, Belgija.

## Kariera
Aprila 2009 je Brecel postal najmlajši zmagovalec Evropskega prvenstva v snookerju do 19 let v zgodovini: star je bil 14 let. 
Maja 2009 je sodeloval na velikem finalu sezone World Series of Snooker na Portugalskem. V svoji skupini je s tremi zmagami (eno tudi nad Jimmyjem Whitom s 4-3) osvojil prvo mesto in nato v 1. krogu končnice izločil Kena Dohertyja s 5-3. V četrtfinalu, v katerem je bil edini amater, je nato tesno izgubil proti Graemu Dottu, izid je bil 4-5. 
Avgusta 2009 je na turnirju Paul Hunter Classic premagal Joeja Perryja, tedaj 12. igralca na svetovni jakostni lestvici. 

## Osvojeni turnirji

### Amaterski turnirji
- Belgijsko prvenstvo do 16 let - 2007, 2008, 2009
- Belgijsko člansko prvenstvo - 2007, 3. turnir
- Malta Open do 16 let - 2007
- Belgijsko prvenstvo do 21 let - 2008, 2009
- Belgijsko moštveno prvenstvo - 2008
- Flamsko prvenstvo do 16 let - 2008
- Belgian Open do 21 let - 2008
- Evropsko prvenstvo do 19 let - 2009
- International Open do 21 let - 2009